# イ・ユンウ
李潤雨（イ・ユヌ）は、韓国の最大手、総合家電・電子部品・電子製品メーカーであるサムスン電子の副会長兼CEOを2008年から務めている。事実上サムスン電子の頂点に当たる。イ・ユンウはサムスン電子の半導体部門の総括社長や技術総括社長を歴任してきた人物である。対外協力担当としても活躍し外国企業とのネットワーク構築などでも活躍してきた。サムスン電子の半導体部門の社長として長年率いてきた人物であり、サムスン電子の半導体事業を黎明期から躍進させた立役者である。

## 略歴
- 1946年6月26日に生まれる。
- 慶尚北道月城郡の出身
- ソウル大学校電子工学科を卒業
- 2008年、サムスン電子の副会長兼CEOになる。